# Fercal (District fédéral)
Fercal est une région administrative du District fédéral au Brésil.